# Postkort
Postkort er et åbent brevkort af karton, der sendes med posten, og som bærer et billede. Der er desuden plads til skreven tekst, til modtagerens adresse og til et frimærke.
De første udenlandske postkort er fra omkring 1870-1880. Det tidligste danske postkort er et gratulationskort sendt i 1883. I bogen "Fra billedhilsen til postkort" (udgivet 2007) skelnes der mellem mellem billedhilsner, som er blevet udvekslet i hvert fald siden sidst i 1700-tallet, og egentlige postkort. For at en billedhilsen kan betragtes som et postkort i den tidlige periode (1870'erne og 1880'erne), skal der være tale om et kort med et billede fremstillet i et antal eksemplarer og beregnet til åben postforsendelse med plads til en skreven meddelelse samt en adressering; kortet skal være fremstillet med henblik på salg til publikum.